# Now Printing...
『Now Printing...』（ナウ・プリンティング）は、2010年12月8日に「SUPER LIGHT」の名義でリリースした岡本仁志の3枚目のミニアルバム。

## 解説
- 約6年ぶりのソロ作品は「SUPER LIGHT」名義でリリースした。
- 自身が所属しているバンド、GARNET CROWのアルバム「parallel universe」と同時発売。本作と同時購入者には先着特典としてクリアファイルがプレゼントされた。また、本作のみの購入者特典として、同バンドの「Mysterious Eyes」の岡本によるカバー音源のショートヴァージョンを無料ダウンロードできるサービスも行った。
- 基本的には本人による宅録でやっているが、「joyride (Re:ASAP)」のみ、車谷啓介がドラムを担当している。
- ソロデビュー曲「First fine day」のc/wであるjoyrideのリミックスが収録されている。

## 批評
CDジャーナルは「曲本位の音作りと歌で明るくポップな作品に仕上げているのが聴きどころ。ヴォーカルを加工したナンバーが多いが、ストレートな歌声も悪くない」と評した。

## 収録曲
1. Lose My Breath
2. Tonight
3. 海鳴り
4. Dime La Verdad
5. with great force
6. joyride（Re：ASAP）
7. All Fall Down

作詞：岡本仁志(#1, 2, 4, 7)、AZUKI七(#3, 5, 6)
作曲・編曲：岡本仁志(#ALL)